# Zuzana Holčíková
Zuzana Holčíková (* 25. března 1981 Humpolec) je česká spisovatelka, redaktorka a pedagožka.

## Život
Narodila se v Humpolci, kde v roce 1999 absolvovala Gymnázium dr. A. Hrdličky. V letech 2000 až 2005 studovala obor bohemistika na Filozofické fakultě Univerzity Karlovy v Praze a pak obor vychovatel na Pedagogické fakultě v Hradci Králové. Učila anglický jazyk na základních a v mateřských školách. Od roku 2018 je spisovatelkou na volné noze. Je členkou Severočeského klubu spisovatelů.
Od března 2021 do června 2023 byla redaktorkou lokálního periodika se zaměřením na kulturní a společenské dění v rodném městě a jeho okolí. Od září 2022 učí na základní škole.
V říjnu 2019 vydalo nakladatelství Petrklíč její první knihu Zůstávám tu pro tebe, o které sama přiznala v rozhovoru s Ivo Fenclem, že onen „příběh... v hlavě nosila několik let.“
V září 2020 vydalo nakladatelství Autreo její druhou knihu s názvem Hra na druhou. V roce 2021 vyšla její třetí kniha „trochu jiných povídek“ s názvem Za sklem.
Volné pokračování Hry na druhou vyšlo jako její čtvrtá kniha pod názvem Dvě prázdná místa v srpnu 2023.

## Dílo
- Zůstávám tu pro tebe : romantický příběh. Praha: Petrklíč, 2019. ISBN 978-80-7229-690-3.

– Romantický příběh zdravotní sestry Terezy, do níž se během natáčení filmu v Čechách zamiluje slavný hollywoodský herec.
- Hra na druhou. Praha: Autreo, 2020. ISBN 978-80-906845-9-1.

– Příběh sedmatřicetileté Nely a devatenáctiletého nadějného fotbalisty Bena. Děj knihy je vystavěn na osudovém setkání, náhodách a událostech, které je spojují, během jednoho roku.
- Za sklem : Trochu jiné povídky. Praha: Autreo, 2021. ISBN 978-80-908059-9-6.

– Kniha sedmi „trochu jiných povídek“, jejichž příběh se odehrává vždy „za něčím“. Vyšla jako elektronická kniha a tištěná pouze autorským nákladem.
- Dvě prázdná místa. Praha: Autreo, 2023. ISBN 978-80-88436-09-6.

– volné pokračování příběhu Nely a Bena z knihy Hra na druhou, napsané na přání čtenářů, v nichž „zůstal po přečtení prázdný konec“.